# Трошу
Трошу (англ. Trochu) — містечко в Канаді, у провінції Альберта, у складі муніципального району Нігілл.

## Населення
За даними перепису 2016 року, містечко нараховувало 1058 осіб, показавши скорочення на 1,3%, порівняно з 2011-м роком. Середня густина населення становила 381,1 осіб/км².
З офіційних мов обидвома одночасно володіли 10 жителів, тільки англійською — 1 005. Усього 130 осіб вважали рідною мовою не одну з офіційних.
Працездатне населення становило 570 осіб (67,1% усього населення), рівень безробіття — 10,5% (14,9% серед чоловіків та 6,4% серед жінок). 83,3% осіб були найманими працівниками, а 16,7% — самозайнятими.
Середній дохід на особу становив $43 878 (медіана $35 200), при цьому для чоловіків — $52 097, а для жінок $34 382 (медіани — $41 376 та $26 731 відповідно).
28,1% мешканців мали закінчену шкільну освіту, не мали закінченої шкільної освіти — 21,6%, 50,3% мали післяшкільну освіту, з яких 10,5% мали диплом бакалавра, або вищий.
| Статево-вікова структура населення | Статево-вікова структура населення | Статево-вікова структура населення | Статево-вікова структура населення | Статево-вікова структура населення |
| ---------------------------------- | ---------------------------------- | ---------------------------------- | ---------------------------------- | ---------------------------------- |
|                                    |                                    |                                    |                                    |                                    |
| Всього                             | Всього                             | 50,7%49,3%                         |                                    |                                    |
| 0 — 14 років                       | 0 — 14 років                       |                                    | 17,9%                              | 17,9%                              |
| 15 — 64 років                      | 15 — 64 років                      |                                    | 59%                                | 59%                                |
| 65 і більше                        | 65 і більше                        |                                    | 23,1%                              | 23,1%                              |
| 85 і більше                        | 85 і більше                        |                                    | 6,1%                               | 6,1%                               |
| Середній вік (років)               | Середній вік (років)               | 44,044,8                           | 44,4                               | 44,4                               |
| Медіана (років)                    | Медіана (років)                    | 44,045,8                           | 45,2                               | 45,2                               |
| — чоловіки — жінки                 |                                    |                                    |                                    |                                    |

| Походження мешканців:     | Походження мешканців:     | Походження мешканців: | Походження мешканців: | Походження мешканців: |
| ------------------------- | ------------------------- | --------------------- | --------------------- | --------------------- |
| Походження                |                           |                       | осіб                  | %                     |
| Корінні американці        | Корінні американці        |                       | 50                    | 4.73%                 |
| Інше північноамериканське | Інше північноамериканське |                       | 300                   | 28.36%                |
| Європейське               | Європейське               |                       | 805                   | 76.09%                |
| британське                | британське                |                       | 520                   | 49.15%                |
| французьке                | французьке                |                       | 150                   | 14.18%                |
| українське                | українське                |                       | 40                    | 3.78%                 |
| Латинськоамериканське     | Латинськоамериканське     |                       | 15                    | 1.42%                 |
| Азійське                  | Азійське                  |                       | 90                    | 8.51%                 |
| Океанійське               | Океанійське               |                       | 10                    | 0.95%                 |

| Зайнятість населення за галузями (за класифікацією NOC): | Зайнятість населення за галузями (за класифікацією NOC): | Зайнятість населення за галузями (за класифікацією NOC): | Зайнятість населення за галузями (за класифікацією NOC): | Зайнятість населення за галузями (за класифікацією NOC): |
| -------------------------------------------------------- | -------------------------------------------------------- | -------------------------------------------------------- | -------------------------------------------------------- | -------------------------------------------------------- |
|                                                          |                                                          |                                                          |                                                          |                                                          |
| Управління                                               | Управління                                               |                                                          | 13,2%                                                    | 13,2%                                                    |
| Бізнес, фінанси та адміністрування                       | Бізнес, фінанси та адміністрування                       |                                                          | 7%                                                       | 7%                                                       |
| Природничі та прикладні науки                            | Природничі та прикладні науки                            |                                                          | 1,8%                                                     | 1,8%                                                     |
| Охорона здоров'я                                         | Охорона здоров'я                                         |                                                          | 1,8%                                                     | 1,8%                                                     |
| Освіта, правозахист, муніципальні та урядові служби      | Освіта, правозахист, муніципальні та урядові служби      |                                                          | 1,8%                                                     | 1,8%                                                     |
| Мистецтво, культура, відпочинок та спорт                 | Мистецтво, культура, відпочинок та спорт                 |                                                          | 2,6%                                                     | 2,6%                                                     |
| Роздрібна торгівля та послуги                            | Роздрібна торгівля та послуги                            |                                                          | 24,6%                                                    | 24,6%                                                    |
| Гуртова торгівля, транспорт та обладнання                | Гуртова торгівля, транспорт та обладнання                |                                                          | 29,8%                                                    | 29,8%                                                    |
| Природні ресурси, сільське господарство                  | Природні ресурси, сільське господарство                  |                                                          | 6,1%                                                     | 6,1%                                                     |
| Виробництво                                              | Виробництво                                              |                                                          | 10,5%                                                    | 10,5%                                                    |

## Клімат
Середня річна температура становить 3,2°C, середня максимальна – 22°C, а середня мінімальна – -19,2°C. Середня річна кількість опадів – 424 мм.
| Клімат поселення                              | Клімат поселення | Клімат поселення | Клімат поселення | Клімат поселення | Клімат поселення | Клімат поселення | Клімат поселення | Клімат поселення | Клімат поселення | Клімат поселення | Клімат поселення | Клімат поселення | Клімат поселення |
| Показник                                      | Січ.             | Лют.             | Бер.             | Квіт.            | Трав.            | Черв.            | Лип.             | Серп.            | Вер.             | Жовт.            | Лист.            | Груд.            |                  |
| Середній максимум, °C                         | −5,14            | −1,54            | 3,44             | 11,40            | 17,48            | 21,39            | 21,95            | 21,51            | 16,46            | 10,55            | 1,35             | −4,64            |                  |
| Середня температура, °C                       | −12,18           | −8,59            | −3,6             | 4,38             | 10,44            | 14,36            | 16,29            | 15,87            | 10,80            | 4,90             | −4,3             | −10,3            |                  |
| Середній мінімум, °C                          | −19,2            | −15,6            | −10,62           | −2,66            | 3,40             | 7,32             | 10,65            | 10,22            | 5,16             | −0,74            | −9,96            | −15,94           |                  |
| Норма опадів, мм                              | 19               | 15               | 21               | 24               | 49               | 74               | 74               | 55               | 44               | 17               | 16               | 16               |                  |
| Середньомісячна швидкість вітру, м/с          | 3.70             | 3.60             | 3.90             | 4.12             | 4.10             | 3.80             | 3.40             | 3.20             | 3.58             | 3.88             | 3.92             | 3.84             |                  |
| Середньомісячна сонячна радіація, кДж/м²·день | 3823             | 7325             | 12552            | 17338            | 20613            | 21983            | 22966            | 19349            | 13434            | 8010             | 4110             | 2951             |                  |
| --------------------------------------------- | ---------------- | ---------------- | ---------------- | ---------------- | ---------------- | ---------------- | ---------------- | ---------------- | ---------------- | ---------------- | ---------------- | ---------------- | ---------------- |
| Джерело:                                      |                  |                  |                  |                  |                  |                  |                  |                  |                  |                  |                  |                  |                  |